# Johan Gustafsson (ishockeymålvakt)
Johan Gustafsson, född 28 februari 1992 i Köping i Västmanlands län, är en svensk professionell ishockeymålvakt som spelar för VIK Västerås HK i Allsvenskan.

## Karriär
Johan Gustafsson började spela ishockey i Köping HC och tränades där av Richard Björklund som var deras dåvarande målvaktstränare. Säsongen 2006-2007 gjorde han debut i Arbogas A-lag. 2008 gick han över till Färjestads BK:s juniorverksamhet och gjorde debut i Elitserien för Färjestads BK säsongen 2009-2010. Den säsongen spelade han annars mestadels i Skåre BK dit han var utlånad. Säsongen 2010/2011 spelade han för VIK Västerås HK.
I 2010 års NHL Entry Draft valdes Gustafsson som nummer 159, totalt, i den sjätte rundan av Minnesota Wild.
I ishockey-VM 2013 var Gustavsson tredjemålvakt i den svenska landslagstruppen och var med och vann VM-guld .

## Meriter
- U18-Världsmästerskapet i ishockey för herrar 2010 – Silver
- J18 Allsvenskan (Syd) – Bästa "goals against average" 2009
- J18 Allsvenskan (Syd) – Bästa räddningsprocent 2009
- TV-Pucken – Bästa målvakt 2009
- Tre Kronor (Karjala Cup) 2011 – Spelade en match med Svenska landslaget mot Finland (där det blev vinst)
- Junior-VM 2012 – Guld
- Ishockey-VM 2013 – Guld [1]

## Klubbar
- IFK Arboga 2006/2007 Hockeyallsvenskan, J20 Division 1
- Köping HC 2007/2008 Division 2
- Färjestads BK 2008/2009 – 2009/2010 Elitserien, J18 Elit, J18 Allsvenskan
  -  Skåre BK 2009/2010 Division 1
- VIK Västerås  HK 2010/2011 Hockeyallsvenskan, J20 SuperElit
- Luleå HF 2011/2012 – 2012/2013 Elitserien
- Minnesota Wild 2013/2014 NHL
  -  Iowa Wild 2013/2014 – 2014/2015 AHL
  -  Alaska Aces 2014/2015 ECHL
- Frölunda HC  2015/2016 – SHL